# Општина Буда (Бузау)
Буда (рум. Buda) општина је у Румунији у округу Бузау.
Општина се налази на надморској висини од 260 m.